# Richard Obermayr

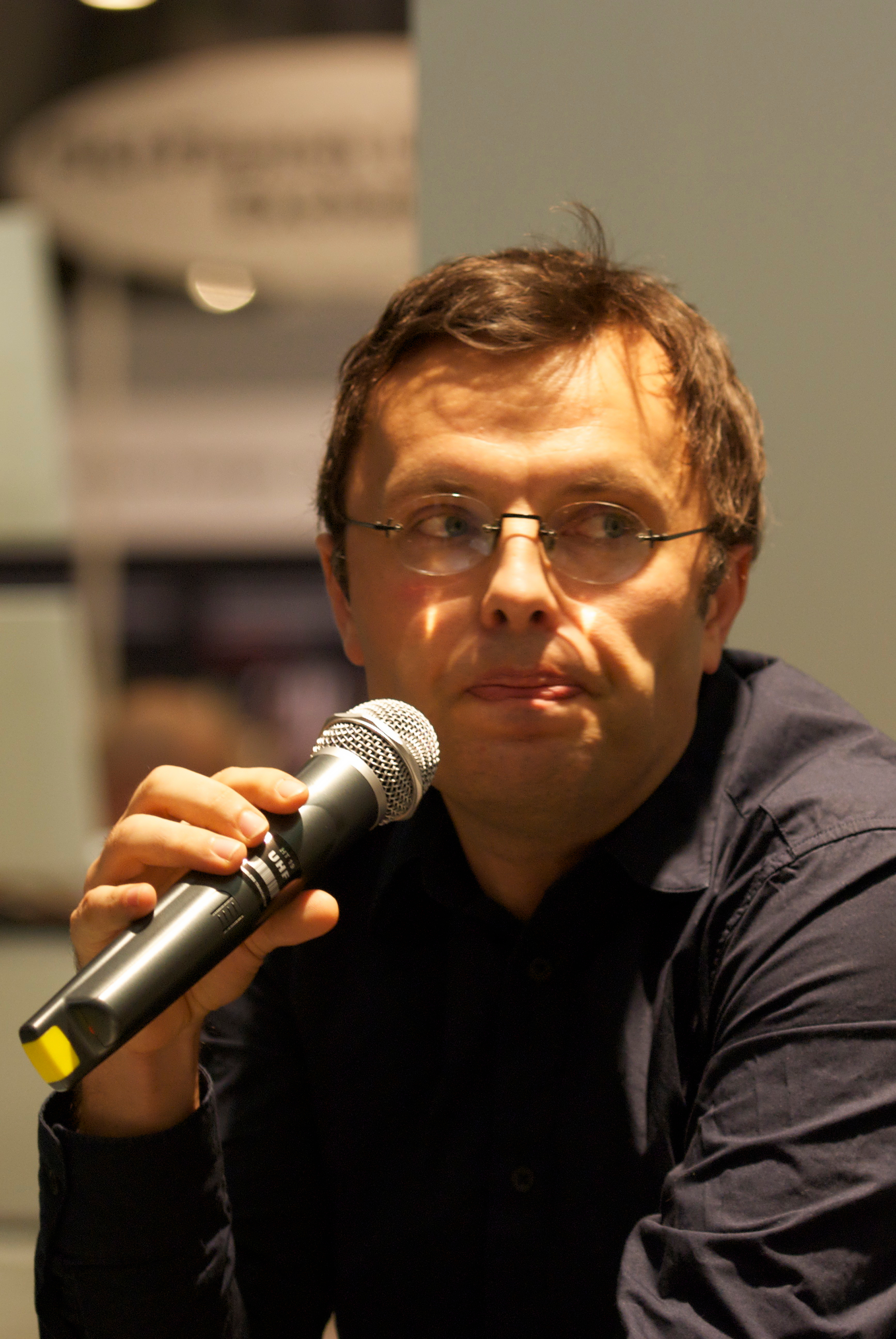
Richard Obermayr (2011)

Richard Obermayr (* 22. August 1970 in Ried im Innkreis) ist ein österreichischer Schriftsteller.

## Leben
Richard Obermayr wuchs in Schlatt bei Schwanenstadt in Oberösterreich auf. Er studierte in Wien und veröffentlichte literarische Texte in verschiedenen Zeitschriften. 1998 erschien sein erster Roman Der gefälschte Himmel im Residenz Verlag. Sein zweiter Roman Das Fenster erschien 2010 bei Jung und Jung. Obermayr lebt in Wien.
Richard Obermayr ist Mitglied der Grazer Autorenversammlung. 1996 nahm er am Ingeborg-Bachmann-Wettbewerb in Klagenfurt teil.

## Auszeichnungen
- 2000 Adalbert-Stifter-Stipendium des Landes Oberösterreich
- 2000 Hermann-Lenz-Stipendium
- 2000 bis 2005 Robert-Musil-Stipendium
- 2008 Stipendiat von HALMA – Das europäische Netzwerk literarischer Zentren
- 2011 Reinhard-Priessnitz-Preis
- 2020 Heimrad-Bäcker-Preis[1]

## Werke
- Der gefälschte Himmel. Roman. Residenz, Salzburg 1998, ISBN 3-7017-1122-4.
- Das Fenster. Roman. Jung und Jung, Salzburg 2010, ISBN 978-3-902497-70-3.